# Municipio de Madison (condado de Jay)
El municipio de Madison (en inglés: Madison Township) es un municipio ubicado en el condado de Jay en el estado estadounidense de Indiana. En el año 2010 tenía una población de 656 habitantes y una densidad poblacional de 8,22 personas por km².

## Geografía
El municipio de Madison se encuentra ubicado en las coordenadas 40°21′37″N 84°51′3″O / 40.36028, -84.85083. Según la Oficina del Censo de los Estados Unidos, el municipio tiene una superficie total de 79.85 km², de la cual 79,82 km² corresponden a tierra firme y (0,03 %) 0,03 km² es agua.

## Demografía
Según el censo de 2010, había 656 personas residiendo en el municipio de Madison. La densidad de población era de 8,22 hab./km². De los 656 habitantes, el municipio de Madison estaba compuesto por el 98,48 % blancos, el 0,15 % eran amerindios, el 0,15 % eran asiáticos y el 1,22 % eran de una mezcla de razas. Del total de la población el 0,91 % eran hispanos o latinos de cualquier raza.